# Adolphe Burdet

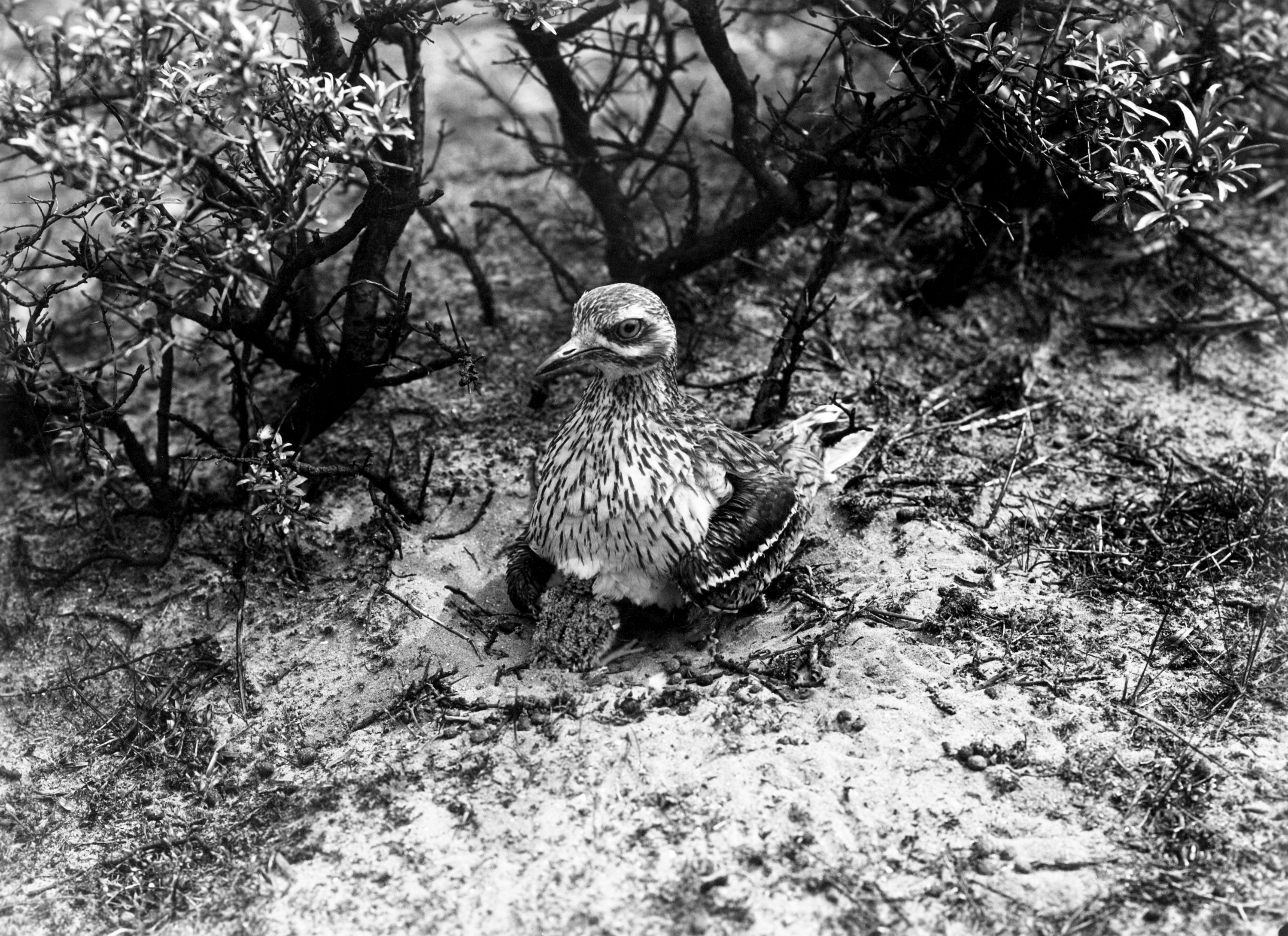
Adolphe Burdet: Foto van een griel, circa 1909-1915

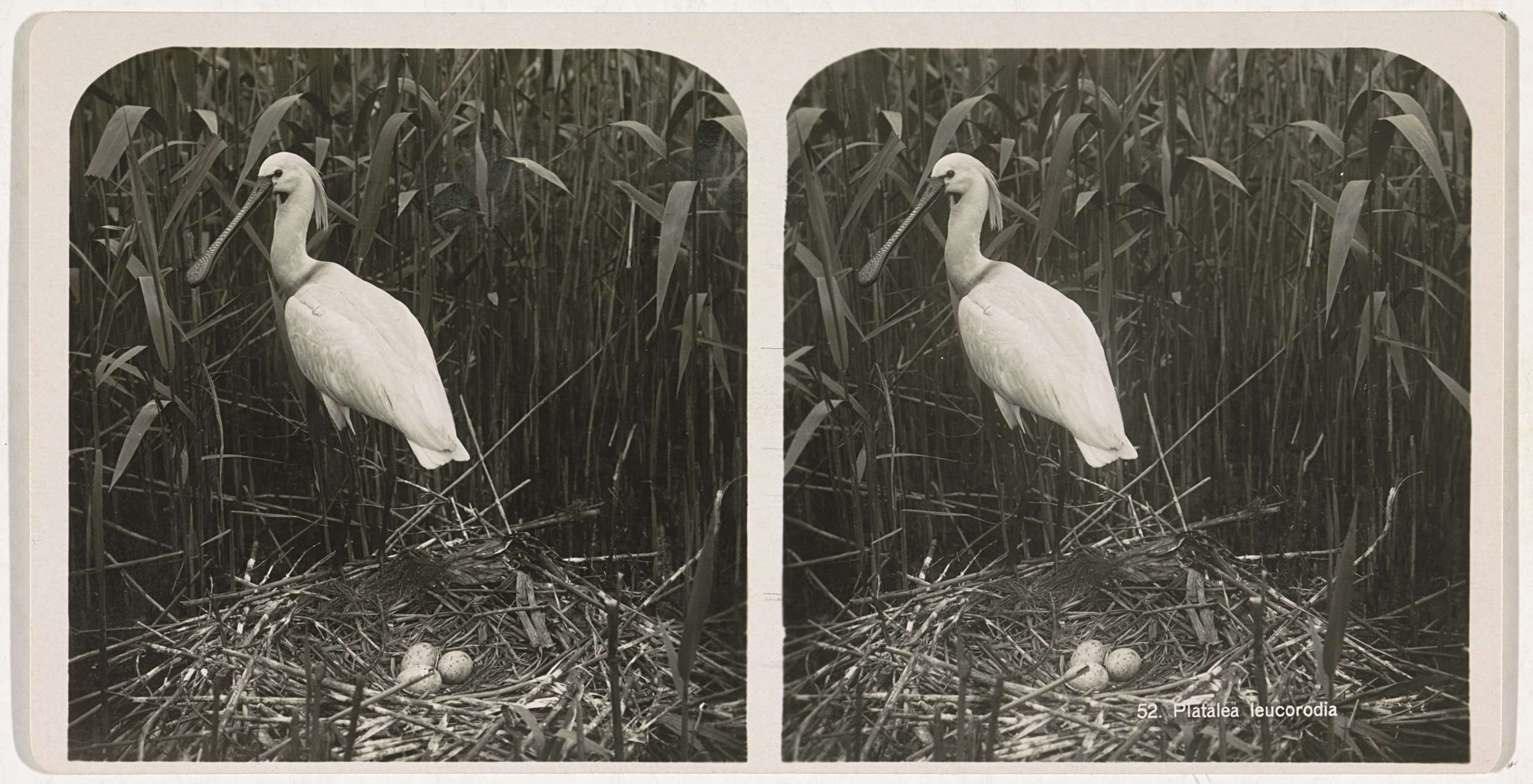
Adolphe Burdet: stereofoto van een lepelaar bij een nest

Adolphe Burdet (Croy, Zwitserland, 19 september 1860 - Bloemendaal, 1 augustus 1940) was een Nederlands fotograaf en filmmaker, bekend van zijn vogelfilms en -fotografie.
Burdet gaf aanvankelijk les in moderne talen bij de rijke familie Van der Vliet op het landgoed Elswout in Overveen. Hij trouwde met de dochter Olga van der Vliet in 1894. Na een buitenlands verblijf vestigde het paar zich rond 1902 in Bloemendaal.
Tevens was Burdet natuurliefhebber en besloot na overleg met Jac. P. Thijsse vogels te gaan fotograferen. Zijn eerste werk werd in 1907 afgedrukt bij Thijsse's artikel Uit ons vogeldagboek. Burdets stereofoto's van Nederlandse vogels die op de markt werden gebracht, bleken populair in het onderwijs en bij natuurorganisaties als de Vereniging tot Behoud van Natuurmonumenten en de Nederlandse Vereniging tot Bescherming van Vogels. Bij de vertoning van de beelden op bijeenkomsten van deze verenigingen gaf Thijsse vaak een toelichting. Burdets foto's werden tevens gebruikt als illustraties in artikelen, boeken en vogelkalenders met bijschriften van Thijsse. Burdet had zich gespecialiseerd in de Nederlandse broedvogels. Van de ongeveer 170 toen bekende broedvogelsoorten heeft hij er meer dan 125 met zijn camera vastgelegd.
Omstreeks 1915 richtte Burdet zich op het maken van vogelfilms. In 1920 was er de eerste Nederlandse Vogelfilm, van Burdet. Ook hier waren het onder anderen Jac. P. Thijsse, W.G.N. van der Sleen en Jan Drijver die de beelden van commentaar hebben voorzien. De films werden onder meer op jaarvergaderingen van Vereniging Natuurmonumenten vertoond. De Haarlemse filmfabriek Multifilm, waarmee Burdet in de loop van de jaren twintig ging samenwerken, maakte in 1937 een compilatie van Burdets films, wederom met commentaar van Thijsse.
In 1930 is Burdet tot erelid van de Nederlandse Ornithologische Vereniging benoemd. In 1939 hebben vrienden van de Burdets een broedgebied van 11 ha op Texel aangekocht en naar hen vernoemd: Burdets Hop. Het grenst aan het gebied dat in 1935 ter ere van Thijsse's 70e verjaardag werd aangekocht en de naam Thijsse's Fienweid kreeg. Beide terreinen zijn door de nieuwe eigenaren overgedragen aan Vereniging Natuurmonumenten en vormen de kern van het natuurreservaat Dijkmanshuizen.
Hoewel Burdet altijd in Nederland is blijven wonen, koos hij ervoor om de Zwitserse nationaliteit te behouden. Hij wordt echter algemeen tot de Nederlandse ornithologen en vogelfotografen gerekend.
Na het overlijden van Burdet is de Adolphe Burdet-stichting opgericht om zijn omvangrijke fotografische collectie in het belang van de vogelbescherming te bewaren. In de collecties van het Nederlands Fotomuseum en het Rijksmuseum bevinden zich foto's van Burdet.
De oudste zoon van Olga en Alphonse Burdet, William (Willy) Burdet, die in 1894 in Constantinopel werd geboren, en die in 1939 genaturaliseerd werd tot Nederlander, werd rentmeester bij het Goois Natuurreservaat en maakte in 1935 een film van baltsende korhoenders op de Gooise heide. Dit was de eerste film die in Nederland werd gemaakt van korhoenders.